# Manuel Bulnes
Manuel Bulnes Prieto (ur. 25 grudnia 1799 w Concepción, zm. 18 października 1866 w Santiago) – wojskowy i polityk chilijski, prezydent kraju w latach 1841–1851.

## Życiorys
Był synem Manuela José Bulnesa Quevado i Marii Carmen Prieto Vial. Uczestniczył w wojnie o Niepodległość Chile, a następnie w walkach z indiańskim plemieniem Pehuelchy i pospolitymi bandytami. W 1829 roku brał udział w rewolucji przeciwko rządowi liberalnemu, a w 1839 roku – podczas wojny Chile przeciw konfederacji boliwijsko-peruwiańskiej – okrył się chwałą zwycięzcy w słynnej bitwie pod Yungay. Wkrótce potem jego wujek, prezydent José Joaquin Prieto mianował go ministrem i wysunął jako kandydata na swojego następcę w wyborach 1841 roku. Bulnes wygrał wybory i objął urząd 18 września 1841. W okresie jego rządów Chile przejęło kontrolę nad cieśniną Magellana (obecne regiony IX i X). Bulnes ogłosił też amnestię generalną dla weteranów strony liberalnej (tzw. pipilos) w wojnie domowej z lat 1829–1830. Czasy Bulnesa to także bujny rozwój intelektualny i kulturalny kraju - m.in. utworzono Uniwersytet Chile (1842), Akademię Sztuk Pięknych (1849) i zreformowano Instytut Narodowy w Santiago.

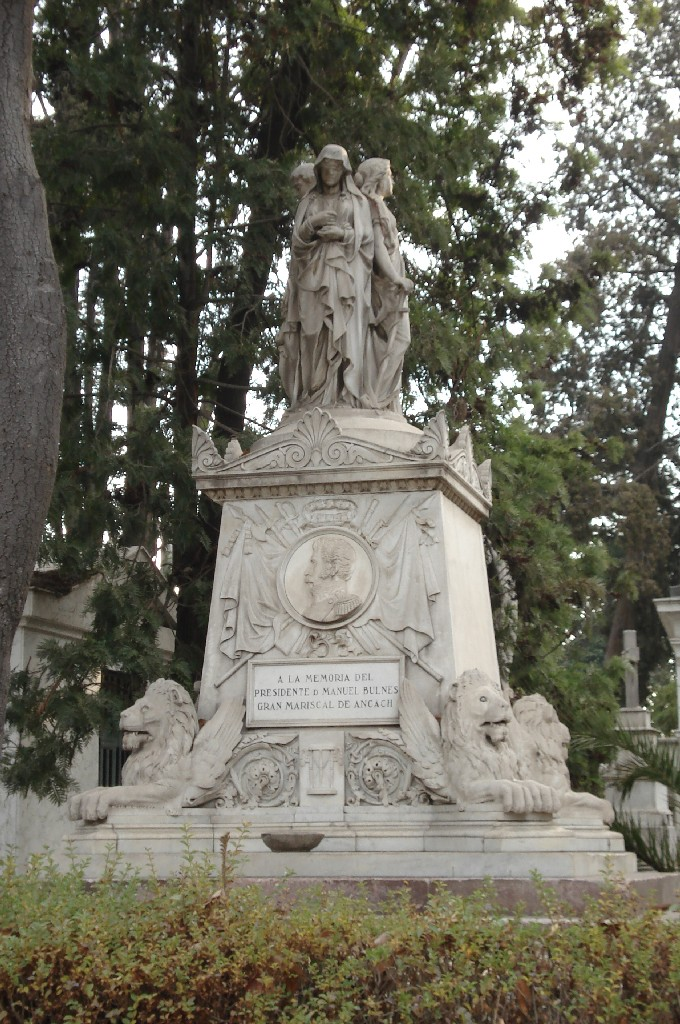
Grobowiec Manuela Bulnesa Prieto na Cmentarzu Generalnym w Santiago

W okresie jego prezydentury zapoczątkowano również osadnictwo niemieckie w południowej części kraju (1845) i uruchomiono pierwszą linię kolejową w Chile. Co najważniejsze jednak Hiszpania uznała Niepodległość Chile. W 1847 roku zmieniono hymn narodowy, nadając mu obecną formę (autorem nowych słów był Eusebio Lillo Robles). Niemniej autorytarne metody rządzenia spowodowały sprzeciw kręgów liberalnych skupionych wokół Santiago Arcosa i Francisco Bilbao, którzy założyli Towarzystwo równości (hiszp. Sociedad de la Igualdad). Zostało ono rozbite przez władze nieudanej próbie przewrotu 20 kwietnia 1851 roku. Niebawem jednak doszło do wydarzeń rewolucyjnych w La Serena i Concepción (13 września). W międzyczasie wygasła druga kadencja prezydencka Bulnesa (18 września); jego następcą został Manuel Montt Torres, któremu udało się stłumić rewoltę zadając liberałom klęskę nad rzeką Lancomilla (8 grudnia 1851). Sam Bulnes zachował aż do śmierci fotel głównodowodzącego wojsk lądowych. Za kadencji Montta zasiadał w Radzie Państwa, był też senatorem przez dwie kadencje (1852–1866).
W 1866 roku wysunięto jego kandydaturę na prezydenta kraju, odmówił jednak kandydowania ze względu na stan zdrowia. Zmarł wkrótce potem w Santiago, spoczywa na tamtejszym Cmentarzu Generalnym.